# Jerez de los Caballeros
Jerez de los Caballeros là một đô thị trong tỉnh Badajoz, Extremadura, Tây Ban Nha.